# Chiñihue
Chiñihue es un distrito censal situado en la comuna de  El Monte, en la Región Metropolitana de Santiago, en Chile. Comprende una extensión de 38.7 km2. Según el censo de 2017, su población era de 1907 habitantes.

## Toponimia
El topónimo proviene del mapudungun.  Chiñihue (chíñí hue) significa "cernidor, cedazo" ); aunque también podría provenir de chínge, "chingue", un mamífero, y y we, "lugar donde hay algo".

## Historia
El territorio fue poblado en el siglo XVII, con el traslado de un grupo de indígenas desde  Colina como  encomenderos .
El aristócrata José Antonio Alcalde, conde de Quinta Alegre, compró en 1783 las tierras donde se asentaba el poblado por 3438 pesos. A instancias de su hijo, Juan Agustín Alcalde, diputado del primer Congreso Nacional, en 1811 se decreta el traslado forzoso de los habitantes de esas tierras. Sin embargo, esto no se hizo efectivo hasta 1813 por la resistencia de los indígenas, decretándose su expulsión a los pueblos cercanos de Llopeo, en  El Monte, y El Bajo, en Melipilla.
La segunda edición del Diccionario geográfico de la República de Chile define Chiñihue como un fundo a 12 km al Este de Melipilla, donde previamente se encontraba una "reducción de indios".

## En la cultura
Se menciona Chiñihue en el Canto General de Pablo Neruda, concretamente en la cueca de  Manuel Rodríguez, cueca que fue posteriormente versionada a tonada por Vicente Bianchi.

Pasión
Pasando por Rancagua, 

por San Rosendo, 

por Cauquenes, por Chena, 

por Nacimiento: 

por Nacimiente, sí, 

desde Chiñigüe, 

por todas partes viene 

 Manuel Rodríguez. 

Pásale este clavel. 

Vamos con él.
Pablo Neruda, 1950, Canto General, XXV Manuel Rodríguez

## Transporte
La localidad contaba con una estación de tren del Ramal Santiago - Cartagena, actualmente en desuso.